# Dar al-Harb
Det arabiske begreb Dar al-Harb (دار الحرب), betyder ordret oversat "Krigens hus" og betegner i traditionel islamisk ret de områder, som ikke er underlagt en islamisk administration. Udtrykket blev anvendt som modpol til dar al-Islam ("Islams hus"), som betegnede områder, hvor muslimer havde frihed til at udøve deres religion, hvilket ofte indebar udøvelsen af islamisk lovgivning. Under den islamiske ekspansion iværksat af de retledte kaliffer og det efterfølgende Umayyade-dynasti i 600- og 700-tallet blev det opfattet som en pligt at udvide dar al-Islam via jihad. Også senere i middelalderen blev der foretaget militære angreb fra dar al-Islam ind i dar al-Harb, således mod det byzantinske rige og senere fra osmannerriget mod det centrale og østlige Europa.
Som andre klassiske islamiske juridiske begreber er dar al-Harb blevet påvirket af den historiske udvikling, og med opdelingen af den muslimske verden i moderne nationalstater spiller begrebet ikke nogen vigtig rolle i dag.
Udover dar al-Harb og dar al-Islam har nogle retninger indenfor islamisk jura historisk anerkendt en tredje afgrænsning, dār al-Ṣulḥ, om områder, som ikke er under muslimsk styre, men betaler tribut til en muslimsk hersker. De to kendte historiske eksempler herpå, hvorfra anvendelsen af begrebet stammer, var byen Najran i Yemen, som Muhammed indgik en aftale med, og Nubien.